# Runkeeper
Runkeeper é um aplicativo móvel do seguimento fitness, ele monitora as atividades físicas do usuário através do sistema GPS do smartphone de forma a medir seu desempenho. 